# Eugene Rabinowitch
Eugene I. Rabinowitch, ros. Евгений (Юджин) Исаакович Рабинович (Jewgienij Isaakowicz Rabinowicz), ps. literacki ros. Евгений Раич, Jewgienij Raicz (ur. 27 kwietnia 1901 w Petersburgu, zm. 15 maja 1973 w Waszyngtonie) – urodzony w Rosji amerykański biofizyk, biochemik i poeta pochodzenia żydowskiego, specjalizujący się w zakresie fotosyntezy, współautor i jeden z sygnatariuszy „Raportu Francka” z czerwca 1945 roku oraz jeden z organizatorów i aktywny uczestnik Konferencji Pugwash w Sprawie Nauki i Problemów Światowych.

## Życiorys

### Rosja, Polska i Niemcy
Jewgienij Rabinowicz był synem zamożnego petersburskiego prawnika i znanej pianistki koncertowej (Isaak i Zinaida z domu Weinlud). Rodzina często spędzała lato w Zachodniej Europie, dzięki czemu Jewgienij czynnie opanował 12 obcych języków. Wcześnie przejawiał też zainteresowanie nauką. W wieku 16 lat ukończył Szkołę Tieniszewa (założoną w roku 1898 przez księcia Wiaczesława Nikołajewicza Tieniszewa) i rozpoczął studia chemiczne na Uniwersytecie Petersburskim; był jednym z najlepszych studentów.

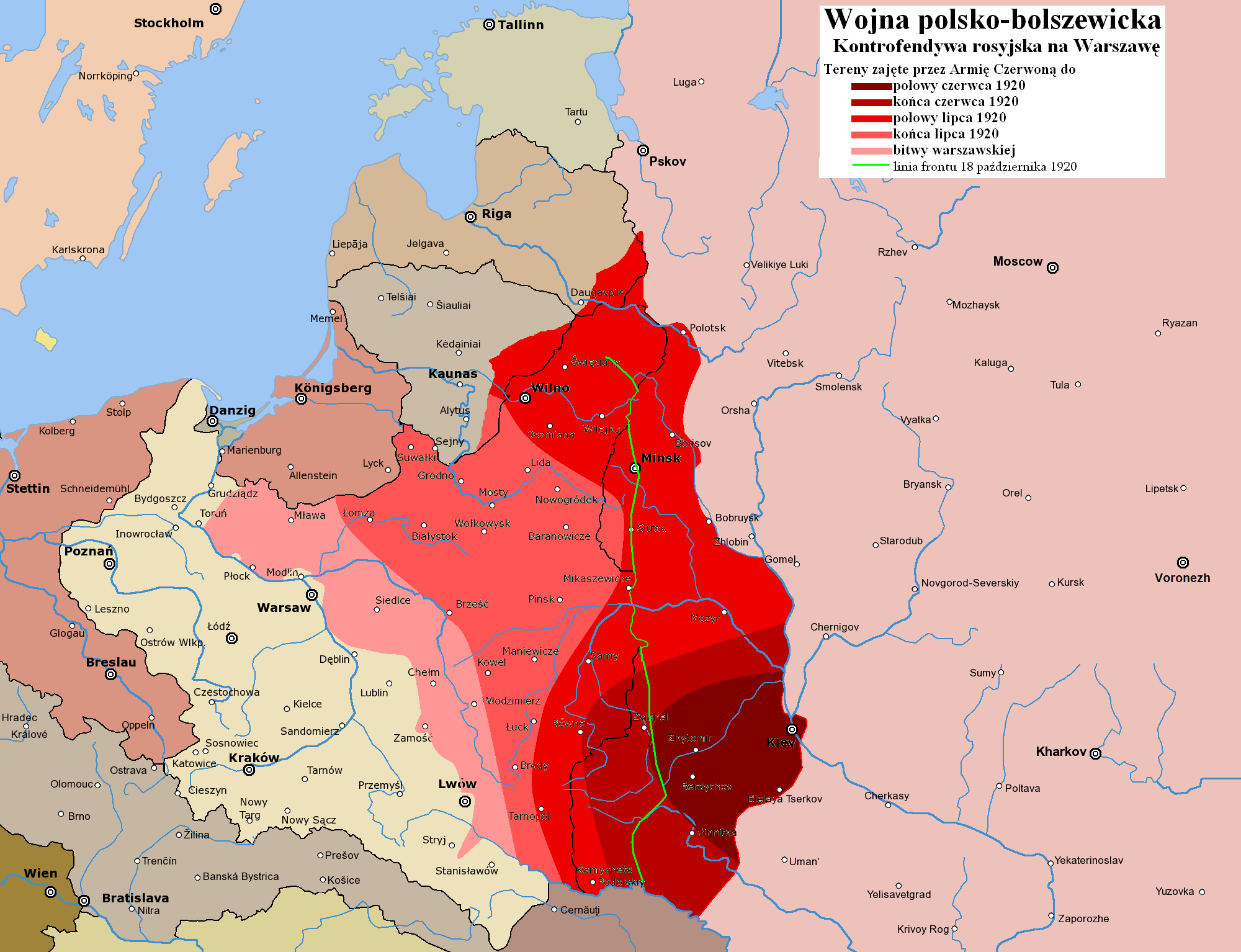
Wojna polsko-bolszewicka – historyczne tło emigracji do Niemiec (1920)

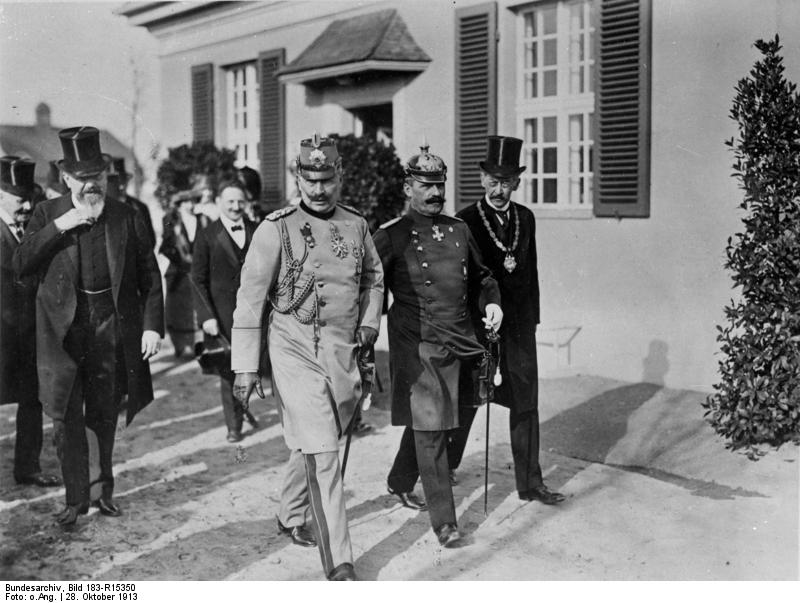
Otwarcie Kaiser-Wilhelm-Gesellschaft (październik 1913), w którym Rabinowicz pracował w latach 1926–1929

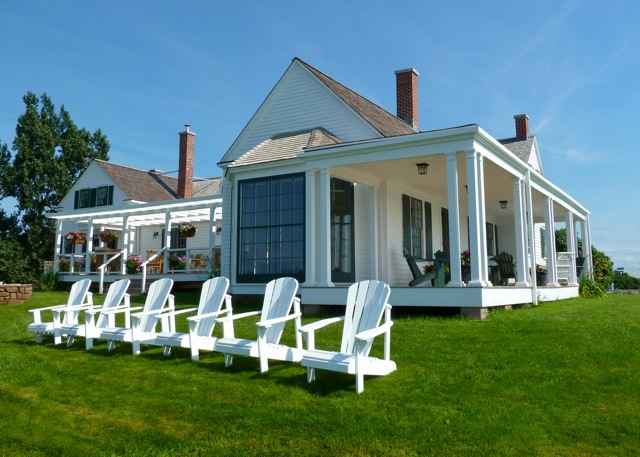
Thinkers' Lodge – miejsce pierwszej Konferencji Pugwash w Sprawie Nauki i Problemów Światowych (1957)

W roku 1917 studia przerwała rewolucja lutowa – przyjmowana w rodzinnym domu z nadzieją na liberalizację stosunków w państwie – oraz bolszewicki przewrót październikowy. Jewgienij brał udział w ceremonii pogrzebowej 180 ofiar rewolucji na Polu Marsowym, a następnie aktywnie uczestniczył w wyborach Konstytuanty. Spodziewał się, że autokratyczna Rosja rozpoczęła drogę reform, które przekształcą ją w demokratyczne państwo typu zachodniego. Opracował metodę liczenia głosów deputowanych, która jednak nie została zastosowana przez zyskujących przewagę bolszewików. W sierpniu – dwa tygodnie przed rozpoczęciem „czerwonego terroru” – rodzina Rabinowiczów schroniła się w Kijowie (zob. wojna ukraińsko-radziecka 1917–1921), a w roku 1919 uciekła do Warszawy – stolicy odradzającej się Polski. Jewgienij Rabinowicz pracował tam jako dziennikarz w rosyjskojęzycznej gazecie, publikując m.in. analizy przebiegu rosyjskiej wojny domowej. Wkrótce (zob. przyczyny wybuchu wojny polsko-bolszewickiej) wyjechał do Berlina. W Uniwersytecie Berlińskim ukończył w roku 1922 studia chemiczne. Skończył też specjalny kurs teorii względności Alberta Einsteina oraz kolokwium fizyki, prowadzone przez Einsteina i przyszłych laureatów Nagrody Nobla – Maxa Plancka i Maxa von Laue.
W roku 1926 obronił pracę doktorską i podjął pracę w Kaiser-Wilhelm-Gesellschaft w Dahlem (Instytut Chemii Fizycznej i Elektrochemii, lata 1926–1929), a następnie w Uniwersytecie w Getyndze (1929–1933), pod kierownictwem Jamesa Francka, który stał się jego mistrzem (zarówno w pracy naukowej, jak w działalności społecznej). Ich wspólne prace były wysoko oceniane w międzynarodowym środowisku naukowym (Rabinowicz był m.in. zaproszony do udziału w międzynarodowym kongresie fizyków w Leningradzie w roku 1930, na który wyjechał z paszportem niemieckim).
Gdy w roku 1933 nasiliły się nazistowskie ataki na rodziny żydowskie, w tym na dom Rabinowiczów, Jewgienij Rabinowicz podjął decyzję o emigracji.

### Dania, Anglia, Stany Zjednoczone
Spędził rok w Kopenhadze, u Nielsa Bohra w Institute of Theoretical Physics – tam spotkał m.in. Wernera Heisenberga, Paula Diraca, Erwina Schrödingera. W kolejnych latach (1934–1938) pracował w Anglii, w University College w Londynie, gdzie współpracował z F.G. Donnanem (zob. równowaga Donnana).
Do Stanów Zjednoczonych wyjechał w roku 1938, w związku z zaproszeniem na wykłady w Massachusetts Institute of Technology (otrzymał stanowisko w ramach Cabot Solar Energy Research Project).  W roku 1944 przeniósł się – na zaproszenie Jamesa Francka – do Chicago. Przez dwa lata (1944–1946) pracował jako starszy chemik i kierownik Information Division w Metallurgical Laboratory – jednym z ważnych ośrodków realizacji Projektu Manhattan.
W latach 1947–1968 był profesorem botaniki i biofizyki w University of Illinois at Urbana-Champaign, a od roku 1968 – profesorem chemii i biologii w State University of New York at Albany (SUNY, University at Albany). W SUNY pełnił funkcję doradcy (przejściowo również dyrektora) w nowo utworzonym Center for Science and the Future of Human Affairs (później Center for the Study of Science and Society).
Mocno angażował się w akcje na rzecz rozbrojenia i zapewnienia pokoju światowego. Był jednym z autorów i sygnatariuszy Raportu Francka oraz – od roku 1945 do śmierci – redaktorem czasopisma Bulletin Of The Atomic Scientists. Był też jednym z organizatorów i aktywnym uczestnikiem międzynarodowych Konferencji Pugwash w Sprawie Nauki i Problemów Światowych (1957–1972).
W SUNY otrzymał emeryturę w sierpniu 1972 roku (w roku akademickim 1972/73 był zatrudniony jako profesor wizytujący). Zmarł wskutek udaru mózgu w maju 1973 w Waszyngtonie, gdzie przebywał w Smithsonian Institution w związku z otrzymaniem stypendium Woodrow Wilson International Center for Scholars (Woodrow Wilson Awards).

## Dziedzina badań naukowych i publikacje
Większość opublikowanych prac naukowych E. Rabinowicza dotyczyła zagadnień fotochemii i fotobiologii oraz kinetyki reakcji chemicznych.
Wydawnictwa książkowe (autorstwo i współautorstwo, wybór według library.albany.edu)
- 1928 – Rare Gases,
- 1930 – Periodic System,
- 1945 – Photosynthesis and Related Processes, Vol. I,
- 1950 – Minutes to Midnight,
- 1950 – Photosynthesis and Related Processes, Vol. II, Part I,
- 1951 – The Chemistry of Uranium,
- 1956 – Photosynthesis and Related Processes, Vol. II, Part II,
- 1963 – The Atomic Age,
- 1964 – The Dawn of a New Age,
- 1964 – Spectroscopy and Photochemistry of Uranyl Compounds,
- 1969 – Mau on the Moon,
- 1969 – Photosynthesis,
- 1975 – Views of Science, Technology and Development.

Tytuły artykułów (autorstwo i współautorstwo, wybór według Biophys J. 1972)
- 1956 – Reversible Bleaching of Chlorophyll in vivo,
- 1956 – Quantum Yields of Fluorescence of Plant Pigments,
- 1957 – Spectroscopic properties of crystals and monolayers of chlorophyll and related compounds,
- 1960 – Electron Transfer and Absorption Spectra of Complexes,
- 1960 – Red Drop and Role of Auxiliary Pigments in Photosynthesis,
- 1960 – Effect of combining far-red light with shorter wave light on the excitation of fluorescence in Chlorella,
- 1960 – Inhibition of Photosynthesis in Some Algae by Extreme-Red Light,
- 1965 – Fluorescence decay studies of chlorophyll A in vivo,
- 1966 – Absorption and fluorescence spectra of spinach chloroplast fractions obtained by solvent extraction,
- 1967 – Relationship between the Absorption and Emission Spectra and the „Red Drop” in the Action Spectra of Fluorescence In Vivo,
- 1968 – Red drop in the quantum yield of fluorescence of sonicated algae,
- 1968 – Maximum quantum yield and action spectrum of photosynthesis and fluorescence in Chlorella,
- 1970 – Migration of excitation energy from thionine to methylene blue in micelles.

## Nagrody i wyróżnienia
Wykaz według library.albany.edu:
- 1955 – Guggenheim Fellowship,
- 1960 – Doktorat Honorowy Brandeis University,
- 1964 – Doktorat Honorowy Dartmouth College,
- 1966 – Kalinga Prize od UNESCO[9] za popularyzację nauki,
- 1967 – nagroda Columbia College, Chicago
- 1970 – Doktorat Honorowy Alma College, Michigan
- 1972 – nagroda American Academy of Arts and Sciences za promocję międzynarodowej współpracy naukowej,
- 1972 – Woodrow Wilson Awards (nagroda Woodrow Wilson International Center for Scholars).

## Wiersze
Wiersze pisał już w dzieciństwie. Spędzając młodość w Berlinie początkowo pisał felietony na temat poezji rosyjskiej w  emigracyjnych rosyjskich czasopismach, tj. Głos Rosji. Od roku 1925 należał do grupy przebywających w Niemczech rosyjskich poetów. Jego wiersze zamieszczono w wydawanych przez nich zbiorach poezji, kolejno w latach: 1931 – «Новоселье» („parapetówa”), 1932 – «Роща» (gaj), 1933 – «Невод» (niewód). Zajmował się również tłumaczeniami wierszy poetów rosyjskich – przede wszystkim Aleksandra Puszkina – na język angielski oraz tłumaczeniami z języka angielskiego i niemieckiego na rosyjski (np. Max Dauthendey niem. Acht Ansichten des Biwa-Sees). Zbiór jego własnych wierszy został wydany po wojnie pod tytułem «Современник» (współczesny, Paryż 1965), a pojedyncze utwory zamieszczano w amerykańskich antologiach. Część powojennych wierszy redagowała Anna Achmatowa, z którą się zaprzyjaźnił się bywając po wojnie w Rosji; podobnie jak on emocjonalnie związaną z Petersburgiem (krytycy uznają wiersze na temat tego miasta za najlepsze w jego dorobku). Wspominając Petersburg – miasto pięknych pałaców, mgieł i grozy – oraz inne, słoneczne i spokojne miejsca na świecie, zadawał sobie pytania: Gdzie jest moja ojczyzna? Czy umrę bogatszy, czy uboższy od tego, który nigdy nie opuścił swojej ubogiej uliczki?

Где родина моя? На свете

Лишь к переменам я привык,

И Данте, Пушкин или Гете

Равно приходят на язык.
И я умру, не понимая,
Богаче я или бедней
Того, кто жил, не покидая
Убогой улицы своей.

## Życie rodzinne
Żoną E. Rabinowicza była aktorka, Anya Mejerson (pseudonim artystyczny Anna Morozowa), którą poznał  w roku 1930, w czasie pobytu na naukowej konferencji w Londynie. W marcu 1932 roku zawarli małżeństwo, a 30 sierpnia 1934 roku urodzili się ich dwaj synowie – Wiktor i Aleksander.
Alexander Rabinowitch został profesorem historii (Indiana University, Bloomington, 1968–1999). Był również afiliowany przez St. Petersburg Institute of History. Zajmuje się historią bolszewizmu. Jest autorem cenionej książki The Bolsheviks Come to Power: The Revolution of 1917 in Petrograd, wydanej w roku 1976. Od roku 2013 należy do Rosyjskiej Akademii Nauk.
Victor Rabinowitch w latach 1968–1970 był dyrektorem Center for Science and the Future of Human Affairs w State University of New York at Albany. Jest współredaktorem książki pt. Views of Science, Technology and Development, niedokończonej przez ojca, wydanej przez Oxford Pergamon Press w roku 1975.